# Park Key
Park Key ist eine kleine, unbewohnte Insel auf den Lower Florida Keys, 22 Kilometer östlich der Stadt Key West gelegen.
Der U.S. Highway 1  oder auch  Overseas Highway überquert Park Key bei MM 18, zwischen Lower Sugarloaf Key im Westen (getrennt durch den North Harris Channel) und Upper Sugarloaf Key im Osten (getrennt durch den Park Sound), in der Mitte des Upper Sugarloaf Sound. Sie dient als natürlicher Damm.
Entlang des Highway 1 ist die Insel 1500 Meter lang. Ihre Breite variiert zwischen 75 und 260 Metern und beträgt durchschnittlich 190 Meter. Die Fläche der Insel beträgt genau 285.312 m², oder rund 28,5 Hektar.